# بریمون ایرویز
بریمون ایرویز (به انگلیسی: Brymon Airways) یک شرکت هواپیمایی با کد یاتا BC است که در تاریخ ۲۶ ژانویه ۱۹۷۰ میلادی تأسیس شده‌است. دفتر مرکزی بریمون ایرویز در فرودگاه پلیموث سیتی واقع شده‌است و قطب این شرکت هواپیمایی در فرودگاه پلیموث سیتی قرار دارد.